# Le Troisième Sexe
Pour les articles homonymes, voir Troisième sexe (homonymie).
Pour plus de détails, voir Fiche technique et Distribution.
Le Troisième Sexe (titre original : Anders als du und ich (§ 175), Différent de toi et moi) est un film allemand réalisé par Veit Harlan, sorti en 1957.

## Synopsis
Klaus Teichmann, un lycéen de 17 ans, a une relation étroite avec son ami d'école Manfred et voit souvent l'antiquaire Boris Winkler, chez qui les jeunes garçons font connaissance avec la musique électronique et l'art contemporain. Les parents de Klaus se soucient des penchants de leur fils et portent plainte contre Winkler mais, comme rien n'est établi, l'affaire en reste là.
Mme Teichmann demande à Gerda, une fille au pair, de "le remettre dans le droit chemin". Klaus tombe amoureux d'elle. Manfred observe le couple et rapporte à Winkler que la mère l'accuse de proxénétisme. L'histoire finit au tribunal. En dépit de son attitude compréhensive, il la condamne à six mois de prison avec sursis pour diffamation.

## Fiche technique
- Titre : Le Troisième Sexe
- Titre original : Anders als du und ich (§ 175) (ou Das dritte Geschlecht)
- Réalisation : Veit Harlan, assisté de Frank Winterstein
- Scénario : Felix Lützkendorf
- Musique : Erwin Halletz, Oskar Sala (de)
- Direction artistique : Hans Auffenberg, Gabriel Pellon
- Costumes : Trude Ulrich
- Photographie : Kurt Grigoleit (de)
- Son : Hans Endrulat
- Montage : Walter Wischniewsky
- Production : Gero Wecker
- Sociétés de production : Arca-Filmproduktion
- Société de distribution : Constantin Film
- Pays d'origine :  Allemagne de l'Ouest
- Langue : allemand
- Format : Noir et blanc - 1,33:1 - Mono - 35 mm
- Genre : Drame
- Durée : 91 minutes
- Dates de sortie :
  -  Autriche : 29 août 1957.
  -  Allemagne de l'Ouest : 31 octobre 1957.
  -  France : 3 février 1958[1].
  -  Finlande : 30 mai 1958.

## Distribution
- Christian Wolff: Klaus Teichmann
- Paula Wessely: Mme Christa Teichmann
- Paul Dahlke: M. Werner Teichmann
- Friedrich Joloff: Boris Winkler
- Gunther Theil: Manfred Glatz
- Susanne Paschen: Petra
- Hans Nielsen: Max Mertens
- Ingrid Stenn: Gerda Böttcher
- Herbert Hübner: Me Schwarz
- Kurt Vespermann: Me Schmidt
- Hilde Körber: Mme Glatz
- Paul Esser: Le commissaire
- Siegfried Schürenberg: Le procureur
- Peter Nijinski: Achim
- Otto Graf: Le président de la Cour
- Hans Schumm: Le psychologue pour adolescents
- Marcel André: Le travesti
- Heinz Lingen: Maurice, le majordome

## Histoire
Veit Harlan, le réalisateur du film de propagande nazi Le Juif Süss, revient au cinéma après plusieurs procès ayant conclu à l'acquittement. Pour en terminer avec sa mauvaise réputation, il s'intéresse à un film sur la discrimination de l'homosexualité.
Le film s'appuie sur un scénario de Felix Lützkendorf. Veit Harlan le reprend avec la société de production Arca pour appuyer le côté dramatique.
Dans un premier temps, le FSK refuse la sortie de Das dritte Geschlecht, à cause de la polémique que le film pourrait susciter dans la population en général. Après quelques modifications, elle accepte une sortie pour les plus de 18 ans pour Anders als du und ich (§ 175).
La sortie du film provoque des critiques et des manifestations. Harlan est même accusé d'être contre les homosexuels et l'art contemporain.

## Source de traduction
- (de) Cet article est partiellement ou en totalité issu de l’article de Wikipédia en allemand intitulé « Anders als du und ich (§ 175) » (voir la liste des auteurs).